# Königlich Bayerisches 1. Jägerbataillon „König“
Das 1. Jäger-Bataillon „König“ war ein Verband der Bayerischen Armee.

## Geschichte
Das Bataillon wurde am 27. November 1815 durch König Maximilian I. Joseph errichtet. Es formierte sich am 4. Januar 1816 in Salzburg aus den im Dezember 1813 zur Bildung einer Reservearmee im Innern des Königreichs gestellten Freiwilligen Jägerbataillonen des Regen-, Unterdonau-, Iller-, Isar- und Salzachkreises. Die Garnison befand sich zunächst in Straubing und der letzte Friedensstandort vor Ausbruch des Ersten Weltkriegs war die Jäger-Kaserne in Freising.

### Deutscher Krieg
Die Jäger kamen während des Krieges gegen Preußen 1866 bei Zella, Hammelburg und Helmstadt zum Einsatz.

### Deutsch-Französischer Krieg
Im Krieg gegen Frankreich 1870/71 nahm das Bataillon an den Kämpfen bei Beaumont, Sedan, Artenay, Orléans, Loigny und Poupry sowie der Belagerung von Paris teil.

### Erster Weltkrieg
Das Bataillon war zu Beginn des Ersten Weltkriegs im Verband der Kavallerie-Division (6. Armee) zunächst an der Westfront in Lothringen im Einsatz. Beim Angriff auf Ypern im Oktober/November 1914 bewährte sich das Bataillon bei Hollebeke und Zandvoorde. In der Frühjahrsschlacht von La Bassée und Arras gelang es dem Bataillon am 9. Mai 1915, durch einen Gegenangriff den Einbruch des XXII. Französischen Armeekorps südlich Souchez zum Stehen zu bringen. Danach dem Alpenkorps im Rahmen des 1. Jäger-Regiments unterstellt, kämpfte das Bataillon ab Juni 1915 auf dem Tre Sassi gegen italienische Kräfte. Während der Schlacht um Verdun gelang es dem Bataillon noch von Juni bis August 1916 in die Wabengräben nördlich Fleury ein- und auf die Fleuryhöhe vorzudringen. Aber der Erfolg konnte wegen der hohen Verluste und der allgemeinen Erschöpfung nicht weiter genutzt werden. Nach Verlegung im September 1916 nach Rumänien focht das Bataillon erfolgreich bei Hermannstadt. Es verblieb zum Kriegsende beim Alpenkorps und teilte dessen Geschicke.

### Verbleib
Nach dem Waffenstillstand von Compiègne kehrten die Jäger in die Heimat zurück, wo das Bataillon demobilisiert und schließlich Mitte 1919 aufgelöst wurde.
Die Tradition übernahm in der Reichswehr durch Erlass des Chefs der Heeresleitung General der Infanterie Hans von Seeckt vom 24. August 1921 die 10. und 12. Kompanie des 19. (Bayerisches) Infanterie-Regiments in Kempten.

## Kommandeure
| Dienstgrad           | Name                      | Datum                                   |
| -------------------- | ------------------------- | --------------------------------------- |
| Oberstleutnant       | Georg von Lindheimer      | 27. November 1815 bis 18. März 1816     |
| Oberstleutnant       | Karl von Preysing         | 18. März 1816 bis 1. Juni 1822          |
| Oberstleutnant       | Wilhelm von Le Suire      | 01. Juni 1822 bis 26. Mai 1833          |
| Oberstleutnant       | Jakob von Fritsch         | 26. Mai 1833 bis 25. Juni 1839          |
| Oberstleutnant       | Joseph von Grebmer        | 25. Juni 1839 bis 22. Mai 1843          |
| Oberstleutnant       | Christian von Großschedel | 22. Mai 1843 bis 31. Oktober 1845       |
| Oberstleutnant       | Karl Krazeisen            | 31. Oktober 1845 bis 31. März 1848      |
| Oberstleutnant       | Friedrich Hoffmann        | 31. März 1848 bis 17. Mai 1849          |
| Oberstleutnant       | Wilhelm von Manz          | 17. Mai 1849 bis 26. November 1850      |
| Oberstleutnant       | Karl Horn                 | 26. November 1850 bis 31. Januar 1856   |
| Oberstleutnant       | Gustav von Welsch         | 31. Januar 1856 bis 22. Oktober 1861    |
| Oberstleutnant       | Hugo von Göriz            | 22. Oktober 1861 bis 26. Juli 1866      |
| Major/Oberstleutnant | Otto Schmidt              | 30. Juli 1866 bis 12. November 1870     |
| Oberstleutnant       | Otto Wirthmann            | 12. November 1870 bis 28. Februar 1874  |
| Oberstleutnant       | Friedrich von Bibra       | 28. Februar 1874 bis 23. November 1877  |
| Oberstleutnant       | Johann Georg Gloß         | 23. November 1877 bis 23. Juni 1880     |
| Oberstleutnant       | Wilhelm Horn              | 19. Juli 1880 bis 22. Februar 1883      |
| Oberstleutnant       | Adolf Cella               | 22. Februar 1883 bis 17. November 1886  |
| Oberstleutnant       | Adolf von Lossow          | 17. November 1886 bis 15. Februar 1889  |
| Oberstleutnant       | Karl von Gosen            | 15. Februar 1889 bis 31. März 1894      |
| Oberstleutnant       | Georg Prand               | 31. März 1894 bis 7. November 1896      |
| Oberstleutnant       | Qualbert Born             | 07. November 1896 bis 13. Dezember 1898 |
| Oberstleutnant       | Karl Fasbender            | 13. Dezember 1898 bis 1. März 1901      |
| Oberstleutnant       | Jakob Pfluegl             | 01. März 1901 bis 18. Mai 1903          |
| Oberstleutnant       | Ferdinand Hocheder        | 18. Mai 1903 bis 12. Oktober 1906       |
| Oberstleutnant       | Hugo Keim                 | 12. Oktober 1906 bis 25. Juli 1910      |
| Oberstleutnant       | Luitpold Weiß-Jonak       | 25. Juli 1910 bis 20. Dezember 1912     |
| Major                | Heinrich Merck            | 20. Dezember 1912 bis 26. August 1914   |
| Major                | Franz Spiegel             | 26. August 1914 bis 14. Mai 1918        |
| Major                | Karl Mayr                 | 14. Mai bis 11. Juli 1918               |
| Hauptmann            | Otto Obermair             | 11. Juli bis 6. Dezember 1918           |
| Oberstleutnant       | Karl von Düwell           | 06. Dezember 1918 bis 30. Juni 1919     |